# 北岡雄一朗
北岡 雄一朗（きたおか ゆういちろう、1978年 - ）は、日本のゲームシナリオライター。株式会社レプトン取締役。男性。

## 主な作品

### ゲームシナリオ
- ガンダムブレイカーモバイル
- 魔女と百騎兵２
- ファイアーエムブレム 覚醒
- デジモンワールド -next 0rder-
- ルミナスアーク インフィニティ
- 実況パワフルプロ野球（スマートフォン）
- ファイアーエムブレム 新・紋章の謎 〜光と影の英雄〜
- 逆転検事
- 逆転検事2
- 遠隔捜査 -真実への23日間-
- バトルスピリッツ 輝石の覇者
- そらのおとしもの ドキドキサマーバケーション
- 99のなみだ
- デイズオブメモリーズシリーズ
- 魔神転生 blind thinkerI・II
- 脱出狂奏曲ワルモノ

### 脚本
- ガンダムブレイカーバトローグ

### 実用書
- ゲームシナリオ入門 ―基礎知識から設定・キャラクター・プロット・テキストの技法まで

### 小説
- チェンジ・ヒーローズ（P3P&P4 ハイスクールアンソロジー内収録）